# Schloss Brantice
Schloss Brantice (Schloss Bransdorf ) befindet sich im Ort Brantice im  tschechischen Okres Bruntál (Bezirk Freudenthal) am linken Ufer der Oppa. Es ist ein dreiflügeliges Gebäude, umgeben von einem englischen Landschaftspark. Das Schloss ist der Öffentlichkeit nicht zugänglich.

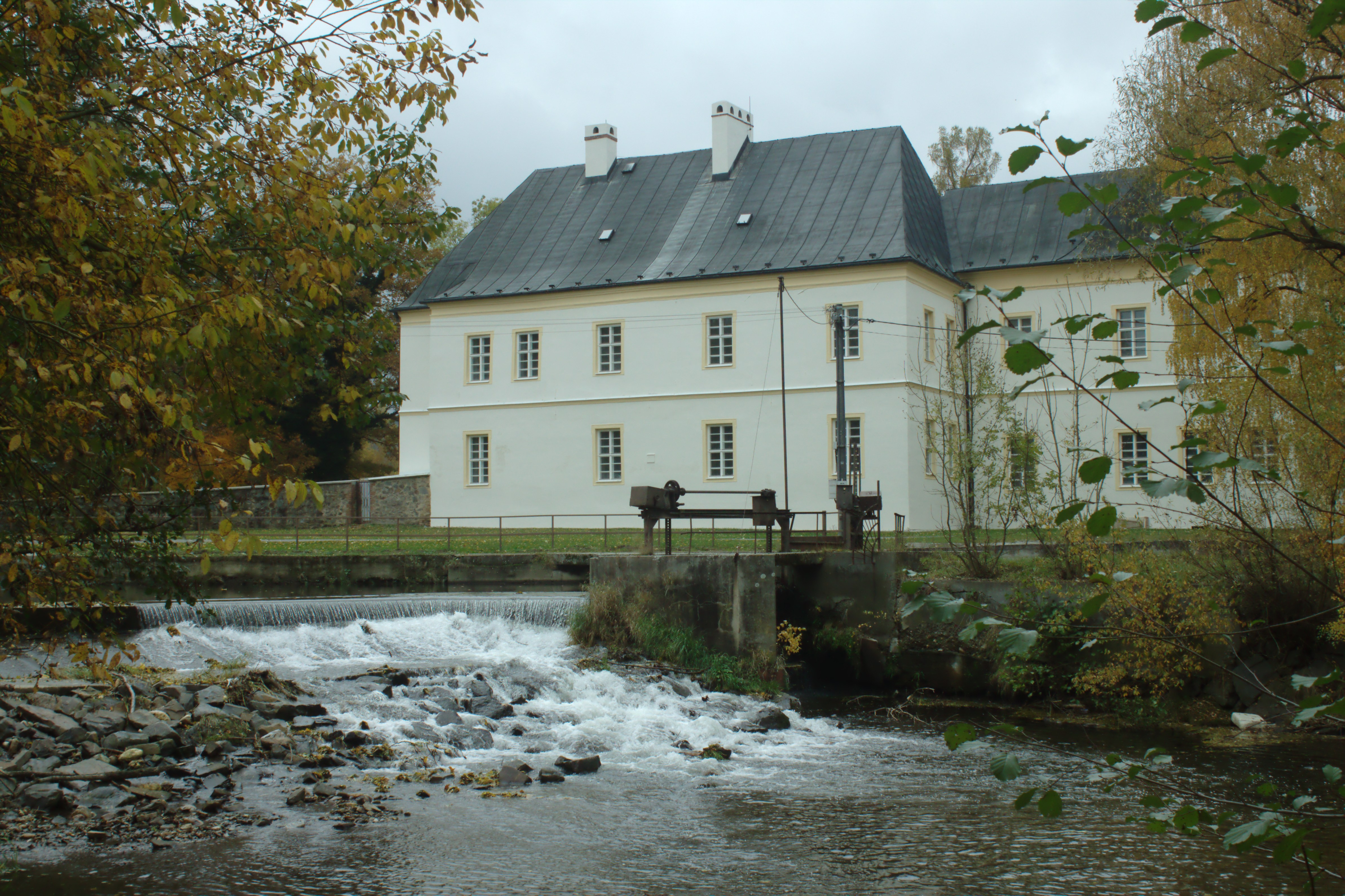
Schloss Bransdorf (Aufnahme 2016)

## Geschichte
1449  ist erstmals eine Feste urkundlich erwähnt, die nach dem Kauf durch die Hohenzollern verlassen wurde. Heute erinnern an die Festung nur noch die Überreste des Burggrabens hinter dem Schloss. In der zweiten Hälfte des  16. Jahrhunderts begann Kanzler des Herzogtums Jägerndorf Hieronymus Reinwald mit dem Bau eines Renaissanceschlosses. Der Bau wurde 1604 beendet. Im  18. Jahrhundert  wurde das Schloss im Barockstil umgebaut, angebaut wurden ein Flügel und der Park. Im 19. Jahrhundert wurden die Fassaden erneuert. Im 20. Jahrhundert diente es als Lager für Arzneimittel.

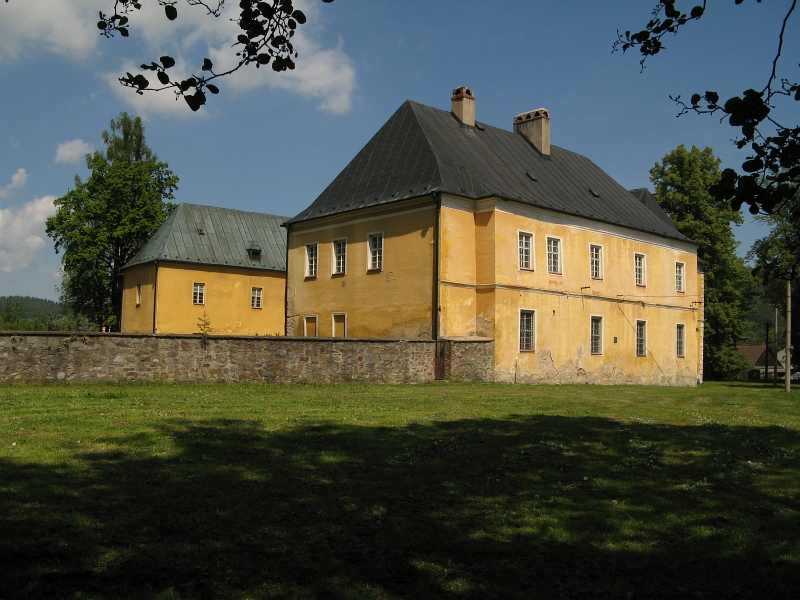
Schloss Bransdorf (Aufnahme 2009)
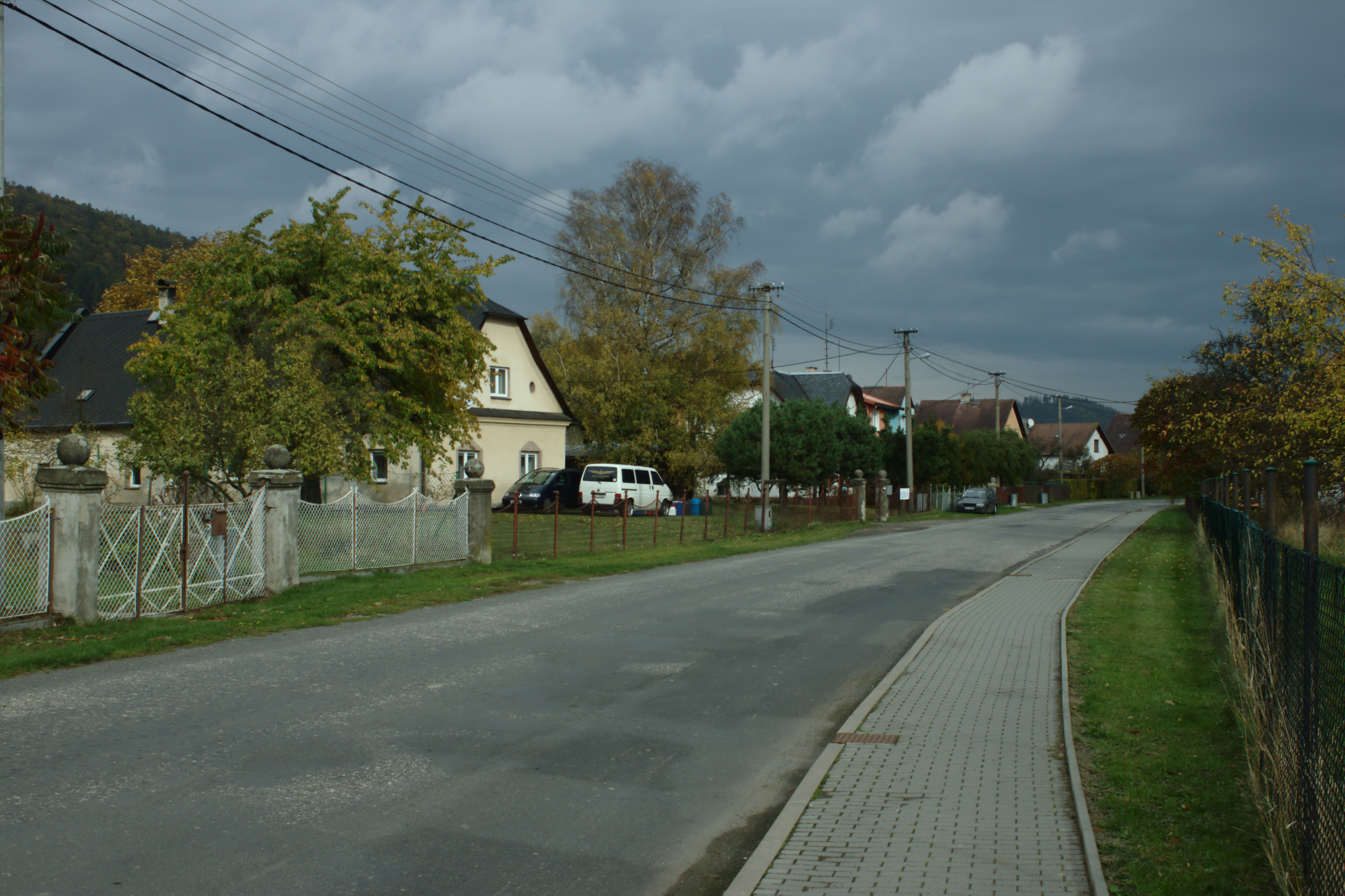
Bransdorf, Hauptstraße
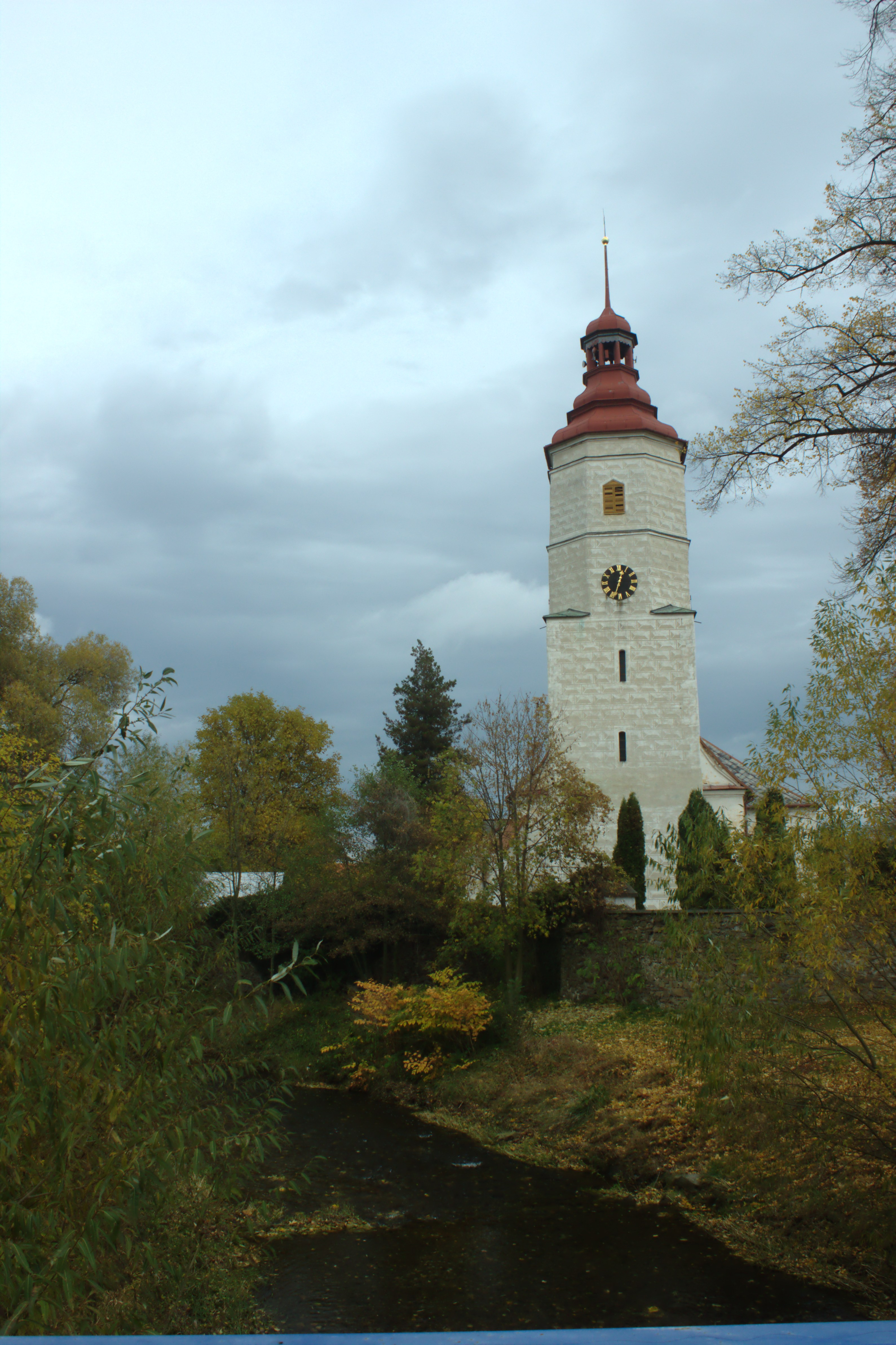
Dorfkirche
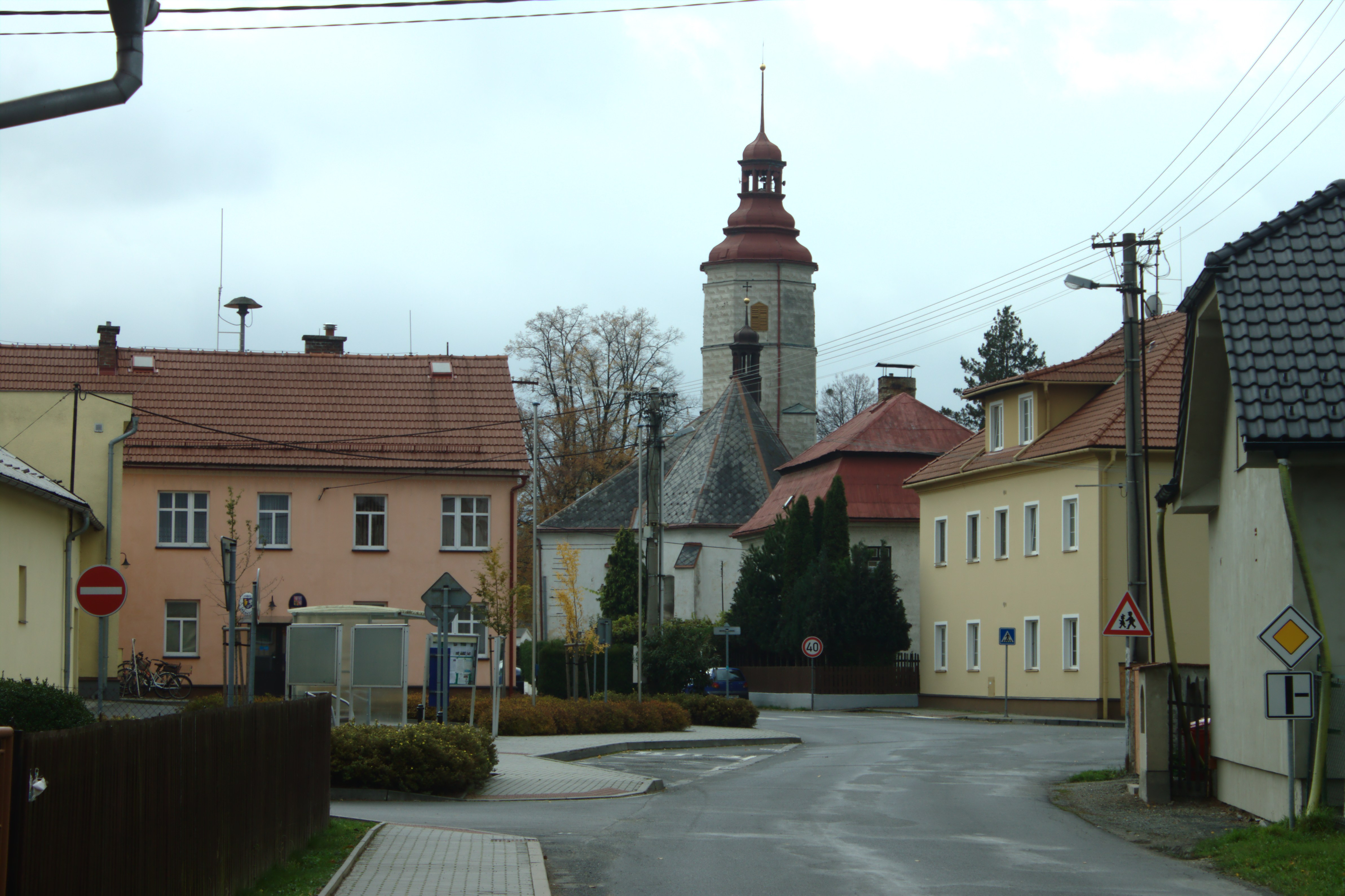
Platz in Dorfmitte
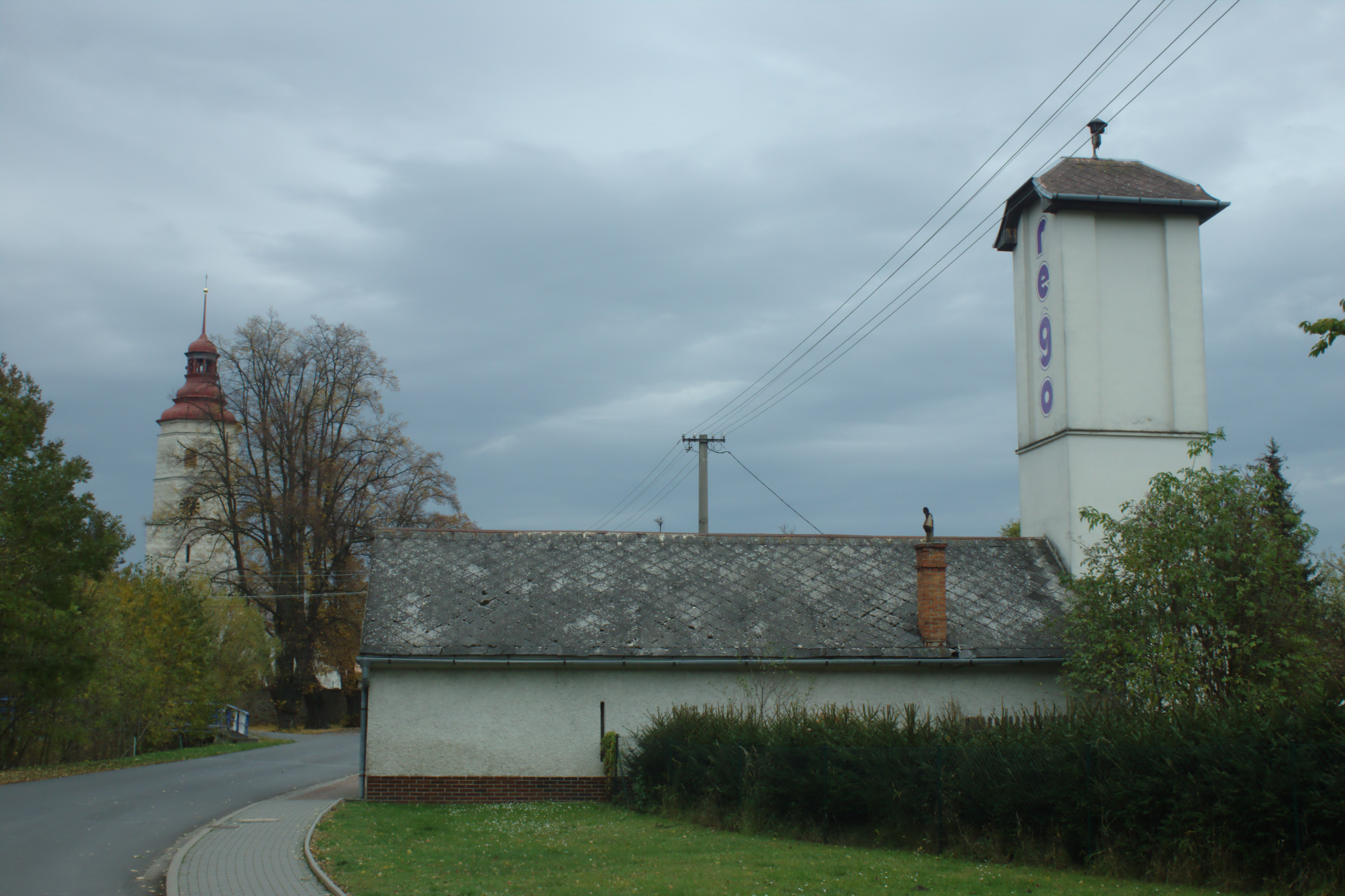
Feuerwehrhaus